# Communauté d'Églises en mission
La Cévaa - Communauté d'Églises en mission regroupe depuis 1971 des Églises protestantes francophones marquées par le mouvement missionnaire des siècles précédents. Il s'agit d'une communauté « issue d’une conscience renouvelée des relations entre Églises du Nord et du Sud » et de la détermination des 35 églises qui en sont membres à « développer un témoignage chrétien commun ». 

## Histoire
La Cévaa est créée en 1971 à partir de la réorganisation de la Société des missions évangéliques de Paris (SMEP), elle-même créé en 1822, qui donne lieu à la fondation de deux organismes distincts :
- Le Défap, Département français d'action apostolique, qui est le service protestant de mission des Églises luthérienne et réformée françaises, et dont les actions concernent une coopération d'enseignement, de formation, de développement, etc. ;
- La Cévaa, qui réunit dans un service commun les églises originellement liées par des liens de mission vers des églises créées outre-mer, remplacé par des liens de multi-partenariats, entre Églises égales en dignité, pour « une mission de partout vers partout » pour « annoncer tout l'Évangile à tout l'homme »[2].

Elle a été créée sous le nom de Communauté évangélique d'action apostolique, puis a modifié son nom désormais devenu Cévaa Communauté d'Églises en mission.

## Églises membres
Ce groupement d'Églises comprend des Églises du Pacifique, d’Amérique latine, d’Europe, d’Afrique et de l’Océan indien.
Sont membres en Europe :
- les trois Églises luthériennes et réformées françaises dans le cadre du Service protestant de Mission - Défap
  - L'Église protestante unie de France
  - L'Union des Églises protestantes d'Alsace et de Lorraine
  - L'Union nationale des Églises protestantes réformées évangéliques de France
- les sept Églises réformées et libre de Suisse romande, dans le cadre de leur département missionnaire DM-échange et mission
  - Églises réformées Berne-Jura-Soleure
  - Église évangélique réformée du canton de Fribourg
  - Église protestante de Genève
  - Église réformée évangélique du canton de Neuchâtel
  - Église réformée évangélique du Valais
  - Église évangélique réformée du canton de Vaud
- les deux Églises vaudoise et méthodiste d'Italie et leurs Œuvres ;
  - Église évangélique vaudoise

En Amérique latine :
- l'Église évangélique vaudoise du Rio de la Plata (Argentine et Uruguay)

En Afrique :
- l'Église protestante méthodiste du Bénin (EPMB)
- l'Église évangélique du Cameroun (EEC)
- l'Union des Églises baptistes du Cameroun (UEBC)
- l'Église évangélique luthérienne du Cameroun
- l'Église protestante du Christ-Roi (en République centrafricaine)
- l'Église méthodiste unie Côte d'Ivoire (EMUCI)
- l'Église évangélique du Gabon
- l'Église évangélique du Lesotho
- l'Église évangélique au Maroc
- l'Église presbytérienne du Mozambique
- l'Église protestante du Sénégal
- l'Église luthérienne du Sénégal
- l'Église évangélique presbytérienne du Togo (EEPT)
- l'Église méthodiste du Togo
- l'Église unie de Zambie

Dans l'Océan indien :
- l'Église de Jésus-Christ à Madagascar (FJKM)
- l'Église protestante de la Réunion
- l'Église presbytérienne de l'Île Maurice

En Océanie :
- l'Église protestante de Kanaky Nouvelle-Calédonie (ÉPKNC), ancienne (jusqu'en 2013) Église évangélique en Nouvelle-Calédonie et aux îles Loyauté (ÉÉNCIL)
- l'Église protestante ma'ohi (en Polynésie française)